# Felgyő
Felgyő è un comune dell'Ungheria di 1.484 abitanti (dati 2001). È situato nella contea di Csongrád-Csanád.